# Paul Fahy
Pour les articles homonymes, voir Fahy.
Paul Fahy, né le 20 février 1922 à Échenoz-la-Méline (Haute-Saône) et mort le 5 avril 2012 à Paris 14e, est un éducateur et enseignant engagé dans les mouvements de jeunesse et d’éducation populaire et de diffusion du français à l'étranger, où il a exercé des responsabilités nationales et internationales[pas clair].

## Biographie
Paul Fahy naît le 20 février 1922 à Échenoz-la-Méline (Haute-Saône),,.
Admis à l'école normale d'instituteurs de Vesoul en juillet 1940, il devient instituteur, maître de cours complémentaire,.
Il est successivement secrétaire de la section départementale du Syndicat national des instituteurs (SNI) de la Haute-Saône (1953-1955) ; secrétaire général (1969-1978) puis président (1978-1980) de la Ligue de l'enseignement ; président de la Mission laïque française.
Refusant de se soumettre au Service du travail obligatoire, Paul Fahy entre très tôt dans la Résistance, comme membre de l'état major des Forces françaises de l'intérieur de Haute-Saône.
Il s'engage en outre à la Fédération nationale des auberges de jeunesse. Il siège au conseil départemental des Pupilles de l’école publique puis au conseil d’administration national de cette organisation (1969-1981). Au sein des Francs et Franches Camarades, il participe au conseil d’administration de la section de Haute-Saône puis au conseil d’administration national. Il est responsable départemental puis membre du conseil d’administration national des Centres d’entraînement aux méthodes d’éducation active.
Il est également membre du conseil d’administration de l'Alliance française.
Il participe aussi à la direction de l'Association pour adultes et jeunes handicapés (APAJh), notamment comme vice-président de novembre 1978 à juin 1991.
Il est également membre du Conseil supérieur des Français de l’étranger à partir de 1991.

## Distinctions honorifiques
- Palmes académiques
- Chevalier de la Légion d'honneur

## Publications
Paul Fahy est l'auteur de nombreux articles en particulier dans la revue Dialogues, « Revue de l’enseignement français à l’étranger » publiée par la Mission laïque française.
Il dirigea des revues éducatives et culturelles de la Ligue de l’enseignement dont Cahiers de l’éducation permanente, Animateur Information et La Revue du cinéma.